# ایتالیا در المپیک
کشور ایتالیا در بازی‌های المپیک توانسته  مدال در بازی‌های المپیک تابستانی و  مدال در بازی‌های المپیک زمستانی کسب کند.

## جدول مدال‌ها بر پایه بازی‌ها

### بازی‌های المپیک تابستانی
| بازی              | ورزشکار    | طلا        | نقره       | برنز       | مجموع      | رتبه       |
| ۱۸۹۶ آتن          | ۱          | ۰          | ۰          | ۰          | ۰          | –          |
| ۱۹۰۰ پاریس        | ۲۴         | ۲[a]       | ۲          | ۰          | ۴          | ۸          |
| ۱۹۰۴ سنت لوییس    | شرکت نداشت | شرکت نداشت | شرکت نداشت | شرکت نداشت | شرکت نداشت | شرکت نداشت |
| ۱۹۰۸ لندن         | ۶۸         | ۲          | ۲          | ۰          | ۴          | ۹          |
| ۱۹۱۲ استکهلم      | ۶۱         | ۳          | ۱          | ۲          | ۶          | ۱۱         |
| ۱۹۲۰ آنتورپ       | ۱۷۴        | ۱۳         | ۵          | ۵          | ۲۳         | ۷          |
| ۱۹۲۴ پاریس        | ۲۰۰        | ۸          | ۳          | ۵          | ۱۶         | ۵          |
| ۱۹۲۸ آمستردام     | ۱۷۴        | ۷          | ۵          | ۷          | ۱۹         | ۵          |
| ۱۹۳۲ لس آنجلس     | ۱۱۲        | ۱۲         | ۱۲         | ۱۲         | ۳۶         | ۲          |
| ۱۹۳۶ برلین        | ۲۴۳        | ۸          | ۹          | ۵          | ۲۲         | ۴          |
| ۱۹۴۸ لندن         | ۲۱۳        | ۸          | ۱۱         | ۸          | ۲۷         | ۵          |
| ۱۹۵۲ هلسینکی      | ۲۳۱        | ۸          | ۹          | ۴          | ۲۱         | ۵          |
| ۱۹۵۶ ملبورن       | ۱۲۹        | ۸          | ۸          | ۹          | ۲۵         | ۵          |
| ۱۹۶۰ رم           | ۲۸۰        | ۱۳         | ۱۰         | ۱۳         | ۳۶         | ۳          |
| ۱۹۶۴ توکیو        | ۱۶۸        | ۱۰         | ۱۰         | ۷          | ۲۷         | ۵          |
| ۱۹۶۸ مکزیکو سیتی  | ۱۶۷        | ۳          | ۴          | ۹          | ۱۶         | ۱۳         |
| ۱۹۷۲ مونیخ        | ۲۲۴        | ۵          | ۳          | ۱۰         | ۱۸         | ۱۰         |
| ۱۹۷۶ مونترال      | ۲۱۰        | ۲          | ۷          | ۴          | ۱۳         | ۱۴         |
| ۱۹۸۰ مسکو         | ۱۵۹        | ۸          | ۳          | ۴          | ۱۵         | ۵          |
| ۱۹۸۴ لس آنجلس     | ۲۶۸        | ۱۴         | ۶          | ۱۲         | ۳۲         | ۵          |
| ۱۹۸۸ سئول         | ۲۵۳        | ۶          | ۴          | ۴          | ۱۴         | ۱۰         |
| ۱۹۹۲ بارسلونا     | ۳۰۴        | ۶          | ۵          | ۸          | ۱۹         | ۱۲         |
| ۱۹۹۶ آتلانتا      | ۳۴۰        | ۱۳         | ۱۰         | ۱۲         | ۳۵         | ۶          |
| ۲۰۰۰ سیدنی        | ۳۶۱        | ۱۳         | ۸          | ۱۳         | ۳۴         | ۷          |
| ۲۰۰۴ آتن          | ۳۶۴        | ۱۰         | ۱۱         | ۱۱         | ۳۲         | ۸          |
| ۲۰۰۸ پکن          | ۳۴۴        | ۸          | ۹          | ۱۰         | ۲۷         | ۹          |
| ۲۰۱۲ لندن         | ۲۸۵        | ۸          | ۹          | ۱۱         | ۲۸         | ۸          |
| ۲۰۱۶ ریو د ژانیرو | ۴۲۷        | ۸          | ۱۲         | ۸          | ۲۸         | ۹          |
| مجموع             | مجموع      | ۱۹۸        | ۱۶۶        | ۱۸۵        | ۵۴۹        | ۶          |